# Corymbia erythrophloia
Corymbia erythrophloia är en myrtenväxtart som först beskrevs av William Faris Blakely, och fick sitt nu gällande namn av Kenneth D. Hill och Lawrence Alexander Sidney Johnson. Corymbia erythrophloia ingår i släktet Corymbia och familjen myrtenväxter. Inga underarter finns listade i Catalogue of Life.

## Bildgalleri

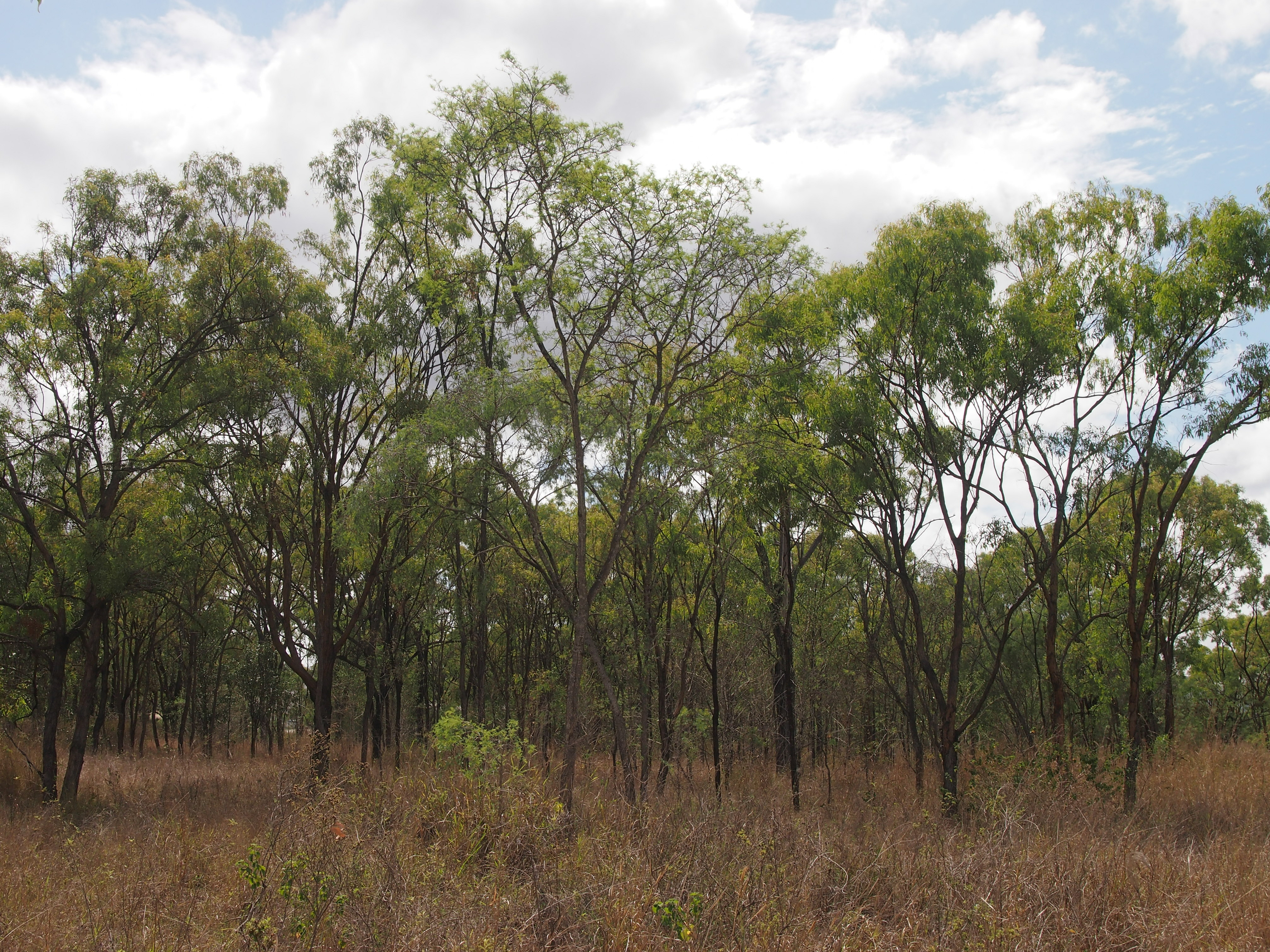
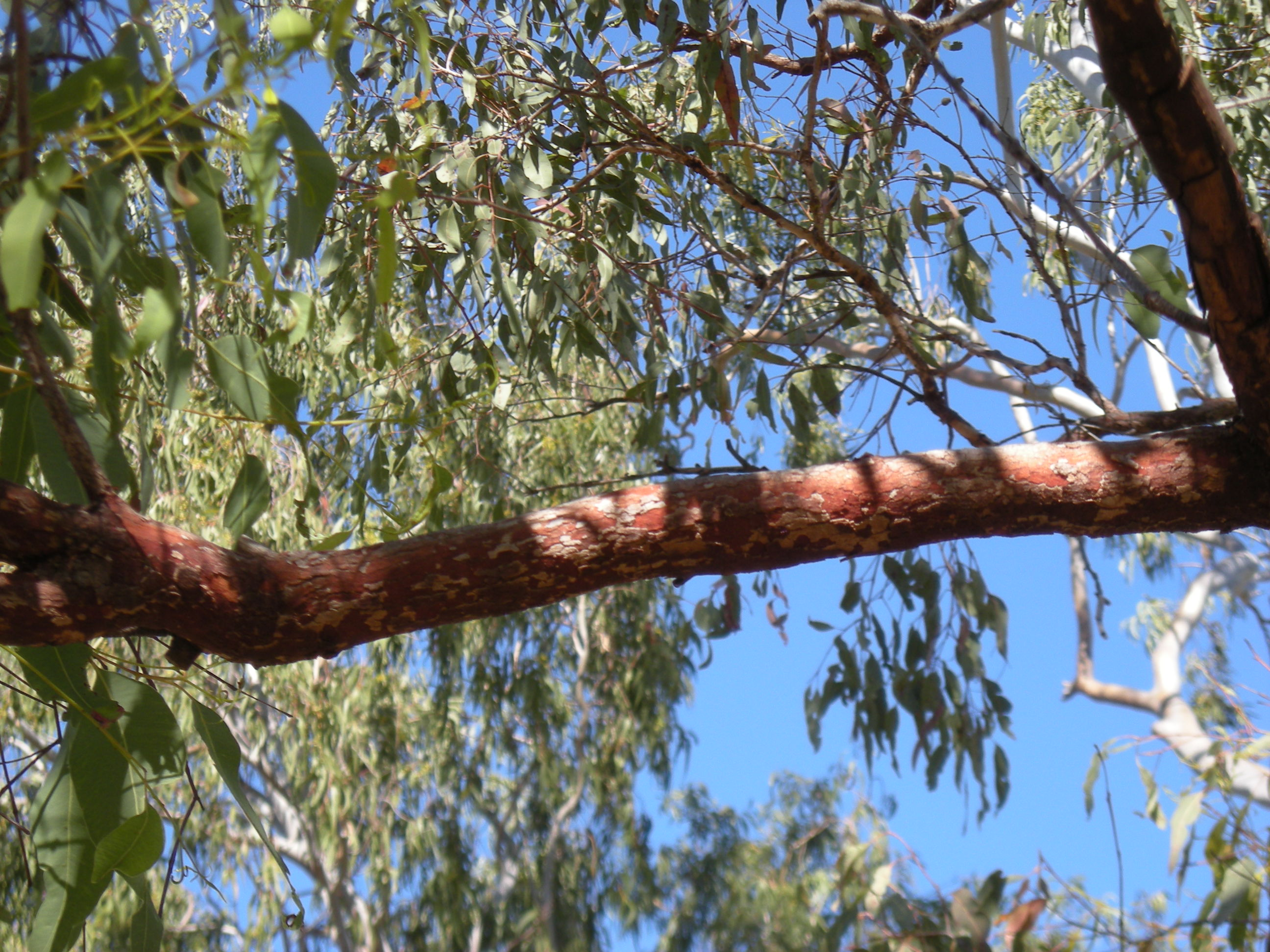
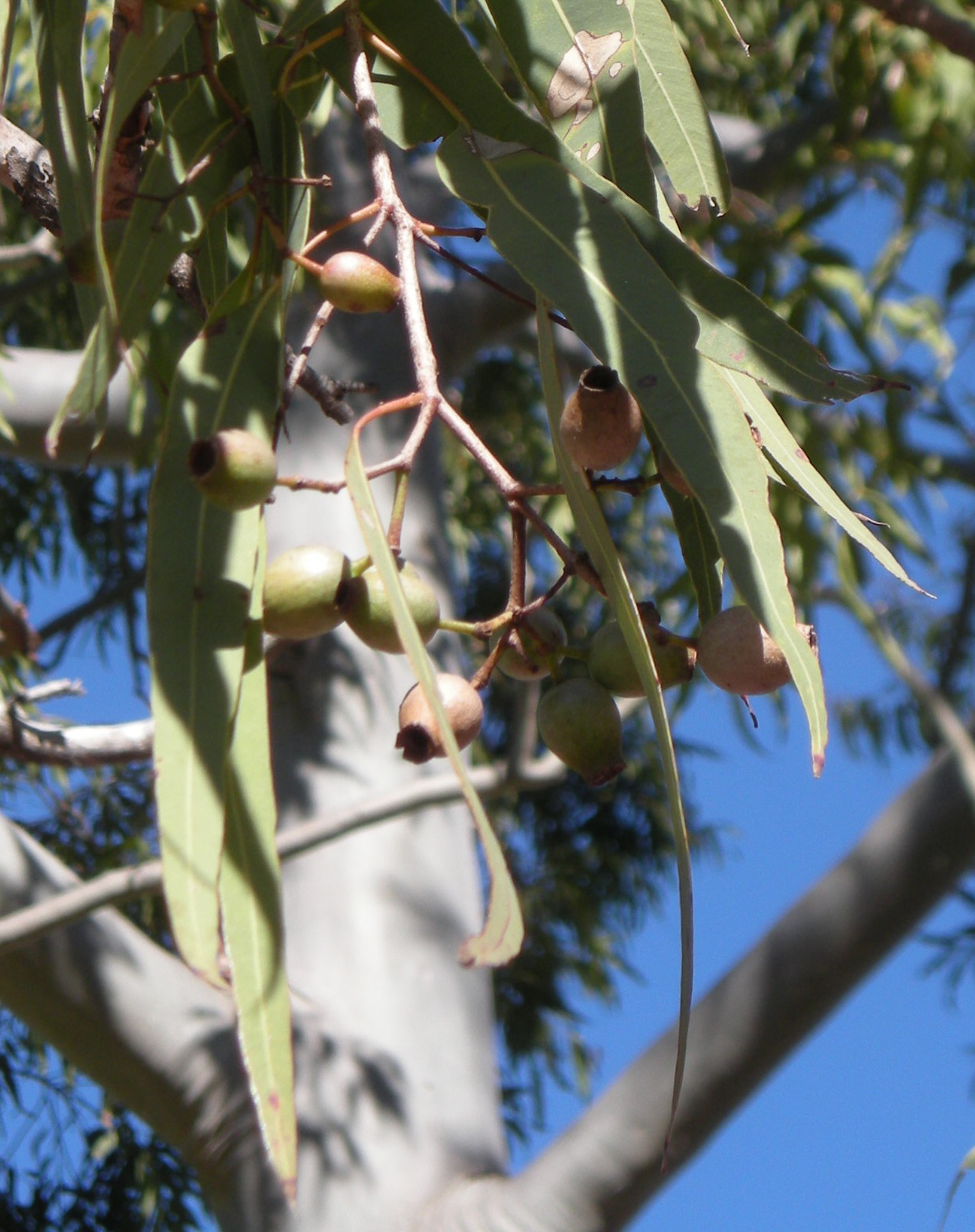
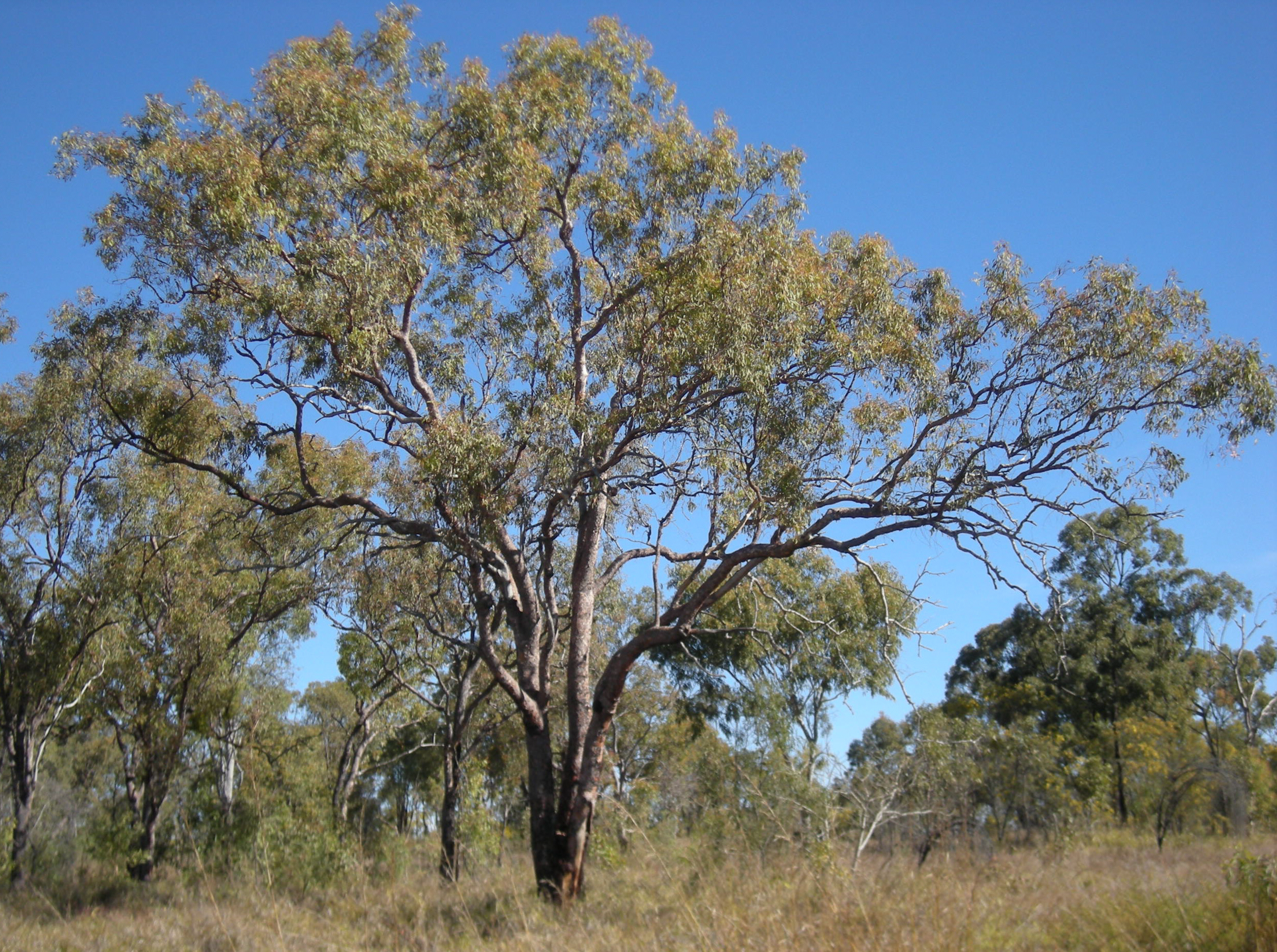